# آکسیلیا

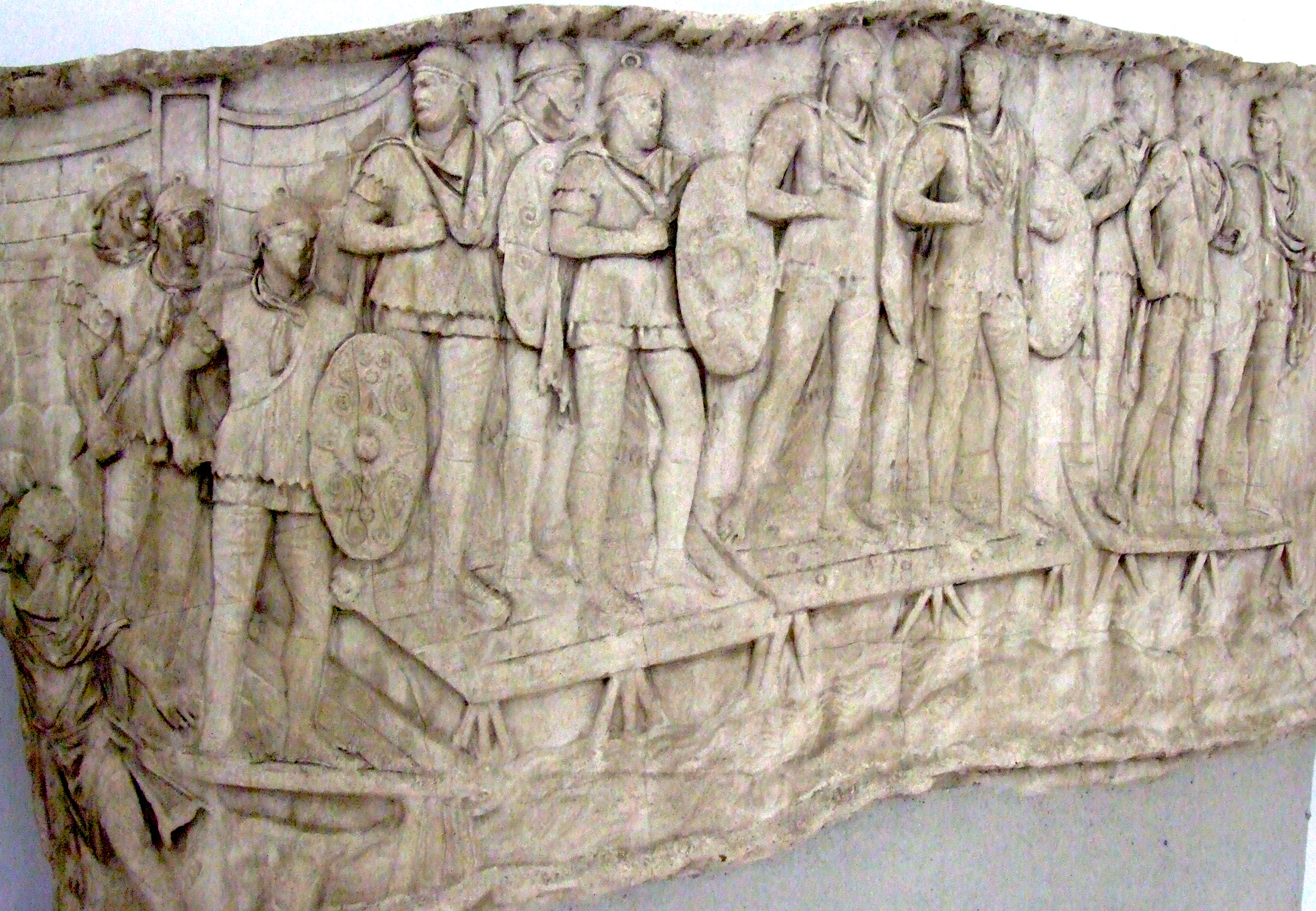
نمای تابلویی از ستون تراژان، رم. در این کتیبه، پیاده‌نظام کمکی رومی (آکسیلیا) در حال عبور از یک رودخانه، احتمالاً از دانوب و روی یک پل پانتونی در طول جنگ‌های داکیه امپراتور تراژان (۱۰۱–۱۰۶ پس از میلاد) هستند. آن‌ها را می‌توان با سپر بیضی شکل (کلیپئوس) که به آن مجهز بودند، برخلاف پوسته مستطیلی که توسط لژیونرها حمل می‌شد، تشخیص داد.

آکسیلیا نیروهای غیرشهروندی متصل به لژیون‌های شهروند پس از «سازماندهی دوبارهٔ ارتش امپراتوری روم از سال ۳۰ پیش از میلاد از سوی آگوستوس» بودند.
در سدهٔ دوم، آکسیلیا دربردارندهٔ پیاده‌نظامی به اندازهٔ پیاده‌نظام لژیون‌ها بود و افزون بر این، نزدیک به همهٔ سواره‌نظام ارتش روم (به ویژه سواره‌نظام سبک و تیراندازان سبک) را در اختیار داشت همچنین نیروهای کارآزموده‌تری در خدمتش بودند.
آکسیلیا عمدتاً از مردم آزاد استانی بهره برده می‌بُرد که دارای تابعیت رومی نبودند و نزدیک به همهٔ جمعیت را در سده‌های ۱ و ۳ تشکیل می‌دادند. (نزدیک ۹۰٪ در سال‌های نخستین سدهٔ یکم)
وارونِ لژیون‌ها که تنها شهروندان رومی را می‌پذیرفتند، نیروهای آکسیلیا را می‌توانستند از سرزمین‌های بیرون از چیرگی روم به کار بگیرند.
پشت‌گرمی به نیروهای گوناگون غیرایتالیایی، به ویژه سواره‌نظام، هنگامی افزایش یافت که جمهوری روم آنها را به گونه‌ای فزاینده برای پشتیبانیِ لژیون‌های خود پس از سال ۲۰۰ پیش از میلاد به کار گرفت.
در دورهٔ جولیو کلودین (۳۰ پیش از میلاد-۶۸ میلادی) آکسیلیا از سربازان ناهمگون به یک سپاه پایدار با ساختار، سازوبرگ، شرایط و خدمات استاندارد دیگرگون گشت.
در پایان دوره، ناهمسانی قابل‌توجهی میان لژیون‌ها و کمکیان (آکسیلیا) از دید آموزش و در نتیجه، توانایی رزمی نبود.
هنگ‌های کمکی (آکسیلیا) بیشتر در استان‌هایی به غیر از استان‌هایی که در آغاز پرورش یافته‌بودند، مستقر بودند تا به امنیت و پیشبرد روند رومی شدنِ استان‌ها کمک کنند.
نام نظامی بسیاری از یگان‌های آکسیلیا تا سدهٔ چهارم پابرجا بود، ولی در آن زمان یگان‌های یادشده از دید اندازه، ساختار و چندوچون با نمونه‌های پیشین ناهمسان گشتند.

## بن‌مایه
- همکاری‌کنندگان ویکی‌پدیا، «auxilia»، ویکی‌پدیای انگلیسی، دانشنامهٔ آزاد (بازیابی۳۰شهریور ۱۴۰۰)